# Poeta Cumano
Cumano (fl. XII secolo) è stato uno scrittore e poeta italiano.
Autore italiano del XII secolo, altrimenti noto come Anonimo Cumano (italianizzazione dell'espressione Anonymi novocomensis cumanus utilizzata da Lodovico Antonio Muratori per identificare tale autore nell'opera Rerum Italicarum Scriptores). Scrisse a proposito della Guerra Decennale tra Como e Milano, e cantò della sconfitta dei Canturini contro i Comaschi nei pressi del fiumiciattolo Acquanegra, nella località di Trecallo. Dopo la battaglia, svoltasi nell'anno 1124, il Poeta Cumano - a cui Paolo Giovio attribuisce lo pseudonimo di Marcus Cumanus - racconta che le acque scorsero tinte di sangue.